# Матн (район)
Матн (араб. قضاء المتن‎‎) — один з 25 районів Лівану, входить до складу провінції Гірський Ліван. Адміністративний центр — м. Ель-Джудейда. На півночі межує з районом Кесерван, на сході — з районом Захле, на півдні — з районом Баабда, на південному заході — з містом Бейрут, на заході омивається водами Середземного моря.
Адміністративно поділяється на 48 муніципалітетів.
| Ліван | Це незавершена стаття з географії Лівану. Ви можете допомогти проєкту, виправивши або дописавши її. |